# Regione 2 (Territori del Nord-Ovest)
La Regione 2 è una delle sei regioni censuarie dei Territori del Nord-Ovest in Canada, con capoluogo Norman Wells. Al 2011 aveva 2.341 abitanti su una superficie di 220.751,92 km². È stata istituita con il censimento del 2011, quando l'area dei Territori è stata suddivisa in 6 nuove regioni censuarie.

## Comunità
- Town
  - Norman Wells
- Frazioni
  - Tulita
- Chartered communities
  - Deline
  - Fort Good Hope
- Insediamenti
  - Colville Lake